# À contre-courant
"À contre-courant" är den sjunde singeln från den franska sångerskan Alizée och den tredje och sista från hennes andra studioalbum Mes courants électriques. Den släpptes i oktober 2003. Låtens musikvideo visades för första gången den 1 oktober 2003 på den franska TV kanalen M6.

## Listplaceringar
| Lista (2003-2004) | Topplacering |
| ----------------- | ------------ |
| Belgien           | 20           |
| Frankrike         | 22           |
| Schweiz           | 64           |